# Charaxes paraperpullus
Charaxes paraperpullus är en fjärilsart som beskrevs av White 1978. Charaxes paraperpullus ingår i släktet Charaxes och familjen praktfjärilar. Inga underarter finns listade i Catalogue of Life.